# Nierembergia pinifolia
Nierembergia pinifolia är en potatisväxtart som beskrevs av John Miers. Nierembergia pinifolia ingår i släktet Nierembergia och familjen potatisväxter. Inga underarter finns listade i Catalogue of Life.